# 国道353号

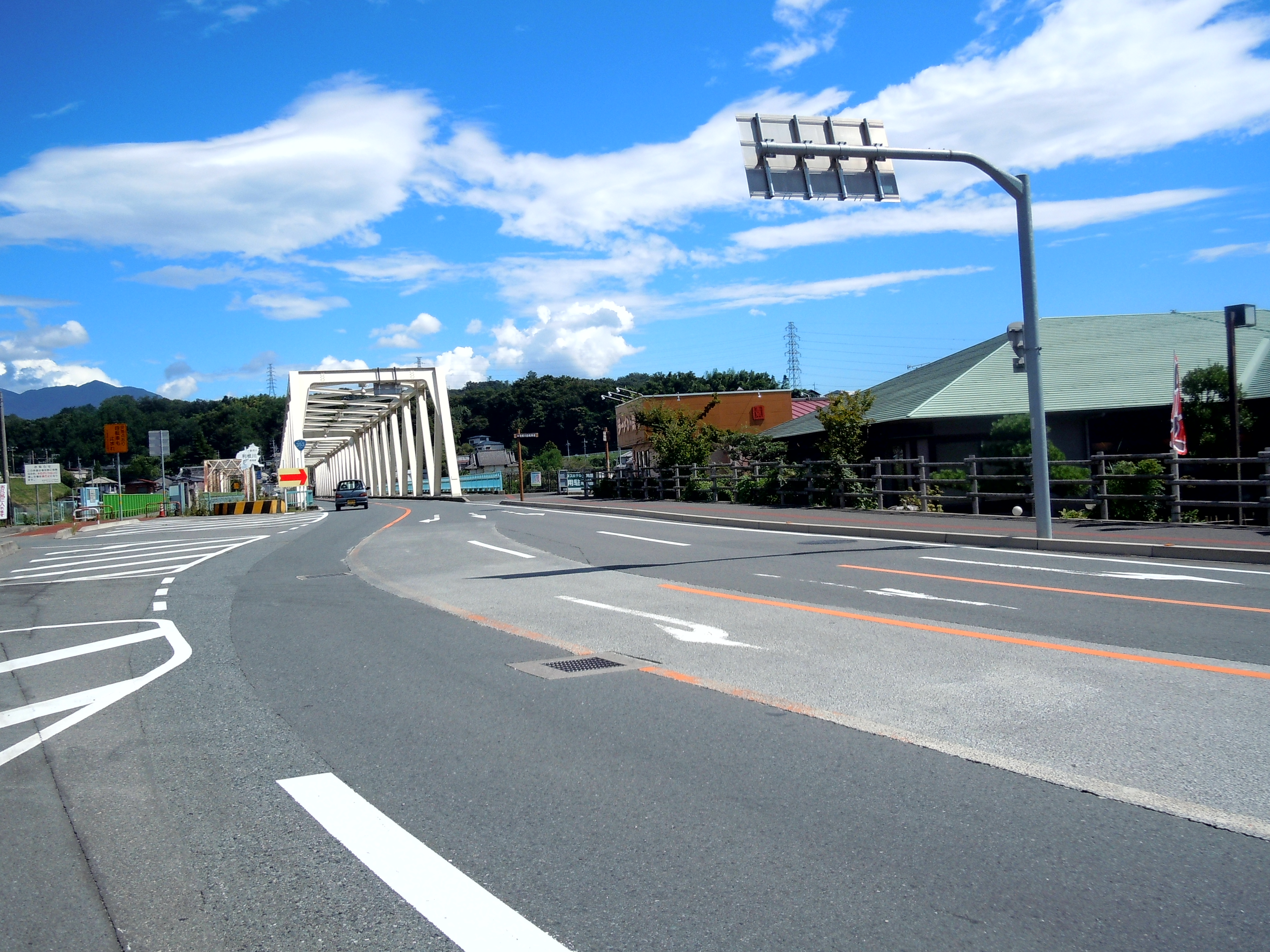
群馬県渋川市 大正橋付近

国道353号（こくどう353ごう）は、群馬県桐生市から新潟県柏崎市に至る一般国道である。

## 概要
群馬県桐生市広沢町の国道50号との交点を起点に赤城山南斜面を通り、新潟県柏崎市柳橋町の国道8号との交点へと至る路線である。途中の群馬県吾妻郡中之条町四万と新潟県南魚沼郡湯沢町三国との群馬・新潟県境が不通となっている。
群馬県吾妻郡中之条町の四万温泉（四万川ダム）から新潟県南魚沼郡湯沢町の旧三国スキー場にかけて、不通区間が存在する。また、新潟県十日町市宮中ダム付近から同県中魚沼郡津南町にかけての信濃川左岸沿いも乗用車の離合が難しい1車線程度の隘路が続く箇所があり、冬期間は通行止となる。

### 路線データ
一般国道の路線を指定する政令に基づく起終点および重要な経過地は次のとおり。
- 起点：桐生市（広沢町四丁目交差点 = 国道50号交点[2]）
- 終点：柏崎市（柳橋町、柳橋町交差点[要出典] = 国道8号交点、国道352号起点）
- 重要な経過地：群馬県山田郡大間々町[注釈 3]、渋川市、同県北群馬郡子持村[注釈 4]、同県吾妻郡中之条町、新潟県南魚沼郡湯沢町、同郡塩沢町[注釈 5]、同県中魚沼郡中里村[注釈 6]、同県東頸城郡松代町[注釈 6]
- 総延長 : 182.2 km（群馬県 102.3 km、新潟県 79.9 km）重用延長、未供用延長を含む。[3][注釈 7]
- 重用延長 : 13.9 km（群馬県 11.5 km、新潟県 2.4 km）[3][注釈 7]
- 未供用延長 : 10.5 km（群馬県 9.5 km、新潟県 1.0 km）[3][注釈 7]
- 実延長 : 157.7 km（群馬県 81.3 km、新潟県 76.4 km）[3][注釈 7]
  - 現道 : 149.6 km（群馬県 73.2 km、新潟県 76.4 km）[3][注釈 7]
  - 旧道 : 0.3 km（群馬県 0.3 km、新潟県 - km）[3][注釈 7]
  - 新道 : 7.8 km（群馬県 7.8 km、新潟県 - km）[3][注釈 7]
- 指定区間：国道17号と重複する区間（群馬県渋川市・渋川下郷交差点 - 白井上宿交差点、新潟県南魚沼郡湯沢町・浅貝交差点 - 南魚沼市・国道353号入口交差点）[4]

## 歴史
- 1975年（昭和50年）4月1日 - 一般国道353号（渋川市 - 柏崎市）
- 1985年（昭和60年） - 十日町市倉下 - 東田尻間の葎沢拡幅着手。
- 1993年（平成5年）4月1日 - 一般国道353号（桐生市 - 柏崎市）[2]
- 2011年（平成23年）12月13日 - 鯉沢バイパスによって代替された旧道区間が国道指定を解除[5]。
- 2014年（平成26年）4月5日および2015年（平成27年）4月15日 - 新潟県十二峠で発生した土砂崩れの影響により、片側交互通行[6][7]。
- 2019年（平成31年/令和元年） - 上記葎沢拡幅竣工。
- 2025年（令和7年）2月 - 十日町市葎沢地内で、豪雪により複数回雪崩が発生。通行止となった[8]。

## 路線状況

### バイパス
- 市之木場バイパス（群馬県）
- 山口バイパス（群馬県）
- 渋川市 - 中之条町間 現道・旧道沿い区間
  - 鯉沢バイパス（群馬県）
起点は、桐生方面へは直結されておらず、桐生方面現道と中之条方面旧道の境界である下郷交差点から国道17号に重複して、当BP白井上宿交差点まで接続する経路が国道353号現道に指定されている。
  - 中之条バイパス（群馬県吾妻郡中之条町大字伊勢町 松見橋交差点 - 大字中之条町 長岡交差点）
終点は国道145号との交点であり、四万方面へは接続しておらず、中之条市街経由の従来経路も引き続き、国道353号に指定されている（一部国道145号と重複）。
- 渋川市 - 中之条町間 地域高規格道路上信自動車道区間（群馬県）
渋川市から中之条町まで、現道と吾妻川を挟んで対岸の東吾妻町内を群馬県道35号渋川東吾妻線と並走する原動機付自転車・軽車両・歩行者は通行不可の高規格道路。上信自動車道の中之条町以西区間は除く。
  - 金井バイパス（渋川市金井） : 2020年（令和2年）6月7日開通[9]。
2005年（平成17年）度より2018年（平成30年）度完成予定だった。延長約1.0 km。地域振興と東京方面・他地域との高速交通確保を目的に整備が行われ、渋川市金井地区内の主要地方道渋川吾妻線に並行して、南端は渋川西バイパス（国道17号）、北端は川島バイパスと結ぶ道路として整備された。道路幅員10.5 m（車道部3.5 m×2車線）で計画[10]。
渋川市の南部から前述のとおり渋川西バイパスを通じて接続される予定の道路の一部であるため、現道桐生方面からは接続しない。
  - 川島バイパス（渋川市金井 - 川島） : 2020年（令和2年）6月7日開通[9]。
2009年（平成21年）度より2019年（平成31年）度完成予定だった。延長約2.2 km。地域振興と東京方面・他地域との高速交通確保を目的に整備が行われた。東吾妻町内の主要地方道渋川吾妻線に並行して、東端は金井バイパス、西端は祖母島バイパスと結ばれ、下川島IC - （名称未定IC） - 大輪川橋梁（橋梁、各ICは仮称）が整備された。道路幅員10.5 m（車道部3.5 m×2車線）で計画[11]。
  - 祖母島 - 箱島バイパス（渋川市祖母島 - 東吾妻町大字箱島） : 2020年（令和2年）6月7日開通[9]。
2007年（平成19年）度より2019年（平成31年）度完成予定だった。延長約2.0 km。地域振興と高速交通空白地という交通弱点を克服することを目的に整備が行われた。東吾妻町内の主要地方道渋川吾妻線に並行して、東端は川島バイパス、西端は吾妻東バイパスと結ばれ、大輪川橋梁 - 沼尾川橋梁 - 岡崎IC - 箱島IC（橋梁、各ICは仮称）が整備されている。渋川市祖母島地区で延長2.0 km、東吾妻町箱島地区で延長2.0 km、道路幅員10.5 m（車道部3.5 m×2車線）で計画[12]。
  - 吾妻東バイパス（吾妻郡東吾妻町大字箱島 - 大字植栗）：事業中
2014年（平成26年）度より整備事業が行われている。吾妻東バイパス全体のうち東側半分の6.7 km区間が国道353号のバイパス事業としている。渋滞が断続的に発生する東吾妻町内の主要地方道渋川吾妻線に並行して、東端は箱島バイパス、西端は吾妻東バイパスの国道145号指定部と結ばれ、箱島IC - 新巻IC - 植栗IC（各ICは仮称）が整備される予定で、道路幅員10.5 m（車道部3.5 m×2車線）が計画されている[13]。
植栗ICから中之条バイパスおよび現道への接続道路が整備される計画だが、これは既存の群馬県道232号植栗伊勢線の拡幅事業として行われている。
- 二居道路（国道17号重複）（新潟県湯沢町）
- 小原バイパス（延長1.9 km、新潟県十日町市）
2016年（平成28年）11月に全線開通[14]。
- 松之山バイパス（延長3.4 km、新潟県十日町市）
高館トンネル（延長1.2 km）を含む約1.6 kmの区間が2008年（平成20年）11月に部分開通し[15][16]、その後2014年（平成26年）11月に全線開通した[17]。
- 小谷バイパス（延長1.1 km、新潟県十日町市）
2本のトンネル（子安、小谷）とスノーシェッド、スノーシェルターを含む区間であり、1996年（平成8年）11月に開通した[18]。
- 石黒バイパス（延長1.6 km、新潟県柏崎市）
2004年（平成16年）度に事業着手[19]。2020年（令和2年）現在事業中である。
- 小岩道路（新潟県柏崎市）
1992年（平成4年）11月に開通。この区間の冬季通行止めが解消した[20]。

### 重複区間
- 国道122号（群馬県みどり市大間々町大間々・大間々六丁目中交差点 - 桐生市広沢町四丁目・広沢町四丁目交差点）
- 国道17号（群馬県渋川市・渋川下郷交差点 - 渋川市・吹屋白井上宿交差点）
- 国道145号（群馬県中之条町伊勢町）
- 国道17号（新潟県南魚沼郡湯沢町・浅貝交差点 - 南魚沼市・国道353号入口交差点）
- 国道253号（新潟県十日町市）

### 道路施設

#### 橋梁
- 赤城大橋（前橋市・赤城白川）
- 大正橋（渋川市・利根川）
- 宮中橋（十日町市・信濃川）

#### トンネル
- 十二峠トンネル（南魚沼市 - 十日町市）
- 清津峡トンネル（十日町市）
- 豊原トンネル（津南町 - 十日町市）
- 高館トンネル（十日町市・松之山バイパス）
- 小岩トンネル（柏崎市）

#### 道の駅
- 群馬県
  - ふじみ（前橋市）
  - ぐりーんふらわー牧場・大胡（前橋市）
  - こもち（渋川市、国道17号重複区間内）
  - おのこ（渋川市）

### 交通量
平日24時間交通量（平成17年度道路交通センサス）
| 地点                      | 台数   |
| ------------------------- | ------ |
| みどり市大間々町桐原245-1 | 10,583 |
| 渋川市赤城町溝呂木955-13  | 04,923 |
| 渋川市吹屋1113            | 15,750 |

## 地理

### 通過する自治体
- 群馬県
  - 桐生市 - みどり市 - 桐生市 - 前橋市 - 渋川市 - 吾妻郡中之条町
- 新潟県
  - 南魚沼郡湯沢町 - 南魚沼市 - 十日町市 - 中魚沼郡津南町 - 十日町市 - 柏崎市

### 交差する道路
- 国道122号（桐生市 - みどり市）
- 群馬県道336号梨木香林線（桐生市）
- 群馬県道333号上神梅大胡線（桐生市）
- 群馬県道102号三夜沢国定停車場線（前橋市）
- 群馬県道16号大胡赤城線（前橋市）
- 群馬県道4号前橋赤城線（前橋市）
- 群馬県道151号津久田停車場前橋線（前橋市）
- 群馬県道159号持柏木寄居線（渋川市）
- 群馬県道151号津久田停車場前橋線（渋川市）
- 群馬県道70号大間々上白井線（渋川市）
- 群馬県道255号下久屋渋川線（渋川市）
- 群馬県道34号渋川大胡線（渋川市）
- 国道17号（渋川バイパス）・群馬県道33号渋川松井田線（渋川市）
- 国道17号（鯉沢バイパス）（渋川市）
- 国道17号（現道）（渋川市）
- 群馬県道36号渋川下新田線（渋川市）
- 群馬県道155号伊香保村上線（渋川市）
- 群馬県道240号新巻市城線（吾妻郡中之条町）
- 国道145号（吾妻郡中之条町）
- 国道145号・群馬県道232号植栗伊勢線（吾妻郡中之条町）
- 群馬県道53号中之条湯河原線（吾妻郡中之条町）
- 群馬県道58号中之条東吾妻線（吾妻郡中之条町）
- 群馬県道55号中之条草津線（吾妻郡中之条町）
- 群馬県道239号四万温泉線（吾妻郡中之条町）
- 国道17号（南魚沼郡湯沢町）
- 国道17号（南魚沼市）
- 新潟県道267号石打停車場線（南魚沼市）
- 新潟県道560号田沢小栗山線（十日町市）
- 新潟県道389号清津公園線（十日町市）
- 新潟県道342号田沢水沢線（十日町市）
- 国道117号（十日町市）
- 新潟県道49号小千谷十日町津南線（十日町市）
- 新潟県道49号小千谷十日町津南線（中魚沼郡津南町）
- 新潟県道358号天水島東川線（十日町市）
- 新潟県道427号五十子平真田線（十日町市）
- 新潟県道350号松代松之山線（十日町市）
- 新潟県道80号松代天水島線（十日町市）
- 国道253号・国道403号（十日町市）
- 新潟県道274号与板北野線（柏崎市）
- 新潟県道78号大潟高柳線（柏崎市）
- 新潟県道13号上越安塚柏崎線（柏崎市）
- 新潟県道424号野田高柳線（柏崎市）
- 新潟県道25号柿崎小国線（柏崎市）
- 新潟県道73号鯨波宮川線（柏崎市）
- 国道8号（柏崎バイパス）（柏崎市）
- 国道8号（柏崎市）

### 峠
- 群馬県
  - 火打峠
  - 三坂峠（木ノ根宿峠、吾妻郡中之条町 - 新潟県南魚沼郡湯沢町） - 通行不能区間。湯沢側は三国スキー場まで狭隘区間
- 新潟県
  - 二居峠（標高1,028 m、南魚沼郡湯沢町） - 二居トンネルで迂回可能
  - 芝原峠（標高735 m、南魚沼郡湯沢町） - 芝原トンネルで迂回可能
  - 十二峠（標高720 m、南魚沼郡湯沢町 - 新潟県十日町市） - 1981年（昭和56年）に開通した[21]十二峠トンネルで迂回可能
  - 豊原峠（標高320 m、中魚沼郡津南町 - 新潟県十日町市） - 豊原トンネルで迂回可能
  - 小岩峠（標高310 m、柏崎市） - 小岩トンネルで迂回可能
  - 中山峠（標高200 m、柏崎市）